# Lieinix cinerascens
Lieinix cinerascens är en fjärilsart som först beskrevs av Osbert Salvin 1871.  Lieinix cinerascens ingår i släktet Lieinix och familjen vitfjärilar. Inga underarter finns listade i Catalogue of Life.